# 豚トロ
豚トロ（とんとろ）とは、豚肉の肉の部位で、豚の頬から肩のネック（首）部分の肉を指す。豚（pig・pork）のトロということで、Pトロ（ぴーとろ）と呼ばれることもある。北海道旭川市が発祥とされる。

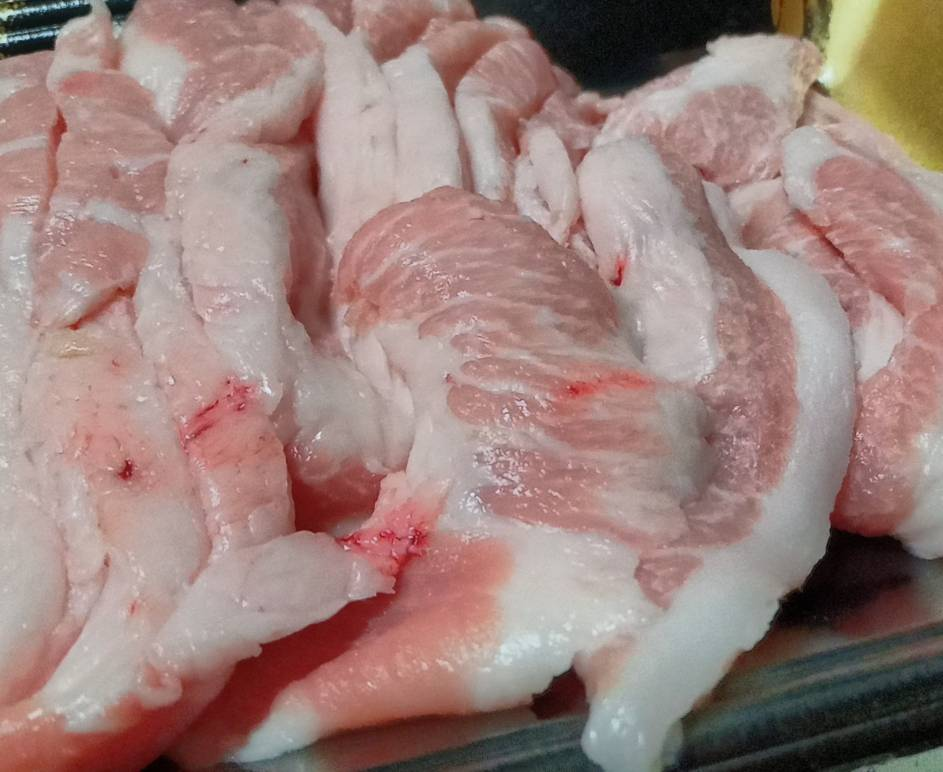
調理前の豚トロの写真(2022年07月22日撮影)

## 概要
マグロのトロのように脂肪が多く、美味しいことから、「豚トロ」の名が付いたと言われる。豚トロは農林水産省が定めている「食肉小売品質基準」には部位として含まれておらず、もつ（内臓肉）に分類されている。
以前は、焼肉店などで供されることはほとんどなかったが、1996年（平成8年）頃に北海道旭川市の焼肉店味亭で用いられていたことから評判となったなど、いくつかの説がある。本来は、上記のように採肉量は少ないが、豚の背脂の部分をカットして形状を似せたものが代替品として出回っていることがある。しかし、前述のように食肉小売品質基準には含まれていないため、法律上は偽装というわけではない。
台湾では日本産品の評価が高く、それにあやかって日本ブランド風のネーミングが商品に付けられることがある。松阪牛は台湾で霜降り肉の代名詞となっており、そこから豚トロに相当する部位が「松阪豚（松阪豬肉）」の名称で販売されている。
旭川ラーメンでは、らーめん山頭火など一部の店舗でチャーシューの代わりに豚トロをトッピングした「豚とろ（とろ肉）ラーメン」を提供している。
なお、「とんとろ」は株式会社サンライズファームによって1995年（平成7年）6月29日に商標登録出願され、1997年（平成9年）12月5日 に商標登録（登録番号第3364702号）されている。